# Manila
Manila (tagalogsky: Maynila) je hlavní město Filipín. Rozloha města je pouze 42,88 km². V roce 2015 zde žilo 1 780 148 obyvatel. Je to město s nejhustším osídlením na světě (41 515 obyv./km²).
V metropolitní oblasti Manily žilo v roce 2015 celkem 12 877 253 obyvatel.

## Poloha města a přírodní podmínky
Manila se nachází na jihozápadě ostrova Luzon při pobřeží Manilského zálivu na místě, kde se do něj ústí řeka Pasig. Město leží v průměrné nadmořské výšce 14 m, nejvyšší bod leží ve výšce 30 m n. m., nejnižším bodem je hladina řeky na úrovni moře. V lednu, kdy spadne průměrně 25 mm srážek, se teplota pohybuje okolo 28 °C. V červenci se teplota pohybuje okolo 32 °C. Nejdeštivějším měsícem v roce je srpen, ve kterém se úhrn srážek pohybuje průměrně okolo 440 mm.

## Historie
Před příchodem Evropanů na Filipíny se na místě, kde stojí dnešní Manila, už dlouho nacházela největší pevnost na ostrově Luzon, která byla osadou domorodého kmene Tagalog, a jmenovala se Maynila. V roce 1571 byla dobyta španělskými kolonizátory, ti jí v témž roce přisoudili status administrativního střediska své kolonie Španělská Východní Indie. Již v roce 1585 došlo k založení první Manilské univerzity. O dvacet šest let později byla založena univerzita Santo Tomas (1611). V letech 1762–1764 se Manila nacházela pod kontrolou britských okupantů. Manila byla po dobu téměř 250 let výchozím bodem tzv. Manilské galeony. Ta převážela zboží z Filipín a obecně z regionu Dálného východu do mexického Acapulca. Zboží se následně přepravilo přes mexickou pevninu, opětovně naložilo na lodě a přes Atlantik putovalo do Španělska.
V roce 1898 došlo k národnímu povstání proti Španělům a povstalci Manilu dobyli a obsadili. 12. června 1898 došlo k vyhlášení nezávislosti na Španělsku, brzy ale město dobyla americká vojska a zavedli zde svoji koloniální správu. 10. prosince 1898 v Paříži podepsali zástupci Španělska a USA mírovou smlouvu mezi oběma státy a vlastně došlo k anexi Filipín Spojenými státy. V únoru 1899 selhala jednání v Manile mezi filipínskou vládou a velitelem amerických vojenských sil a došlo k vypuknutí filipínsko-americké války. V roce 1902 se ostrovní stát stal americkou kolonií a od 24. března 1934 přidruženým státem USA. Koncem roku 1941 během druhé světové války japonské letectvo provedlo několik náletů na město a v lednu následujícího roku se americká vojska bez boje vzdala Japoncům a Manila se stala součástí Japonska. V roce 1945 bylo město osvobozeno, na osvobozování se podíleli i filipínští partyzáni. Během bojů bylo město prakticky zničeno, zahynulo přes 100 000 civilistů, v oblasti Manilského zálivu se odehrály dvě nejvýznamnější bitvy 2. světové války: bitva o Bataan a o ostrovní pevnost Corregidor.
4. července 1946 se Manila stala hlavním městem nově vzniknuvší nezávislé Filipínské republiky. V roce 1948 se hlavním městem oficiálně stala součást Manily vzdálená od jejího centra pouhých 16 km severovýchodním směrem, Quezon City. V roce 1976 se hlavním městem stala opět Manila. V roce 1995 se v Manile uskutečnily Světové dny mládeže.

## Zajímavá místa
V Manile se nachází velké množství zajímavých míst a historických památek. Řeka Pasig rozděluje město na severní a jižní část. Tyto dvě části jsou spojeny pěti velkými kamennými mosty: Ayala, Del Pan, Johns, Makartur a Quezon. Na levém břehu řeky v centrální části města se nachází čtvrť Intramuros (česky doslova Uvnitř zdí), obklopují ji staré hradby bývalé pevnosti. Zachovala se zde řada památek: např. římskokatolická katedrála, pomníky mořeplavců pocházejících ze Španělska, hrobka Apolinaria Mabini.
Univerzita Santo Tomas (tj. svatého Tomáše) – V roce 1611 ji založil manilský arcibiskup Miguel de Benavides. Papež Inocenc X. ji v roce 1645 povýšil na univerzitu. Španělský král Karel III. jí o století a půl později udělil královské stanovy. Papež Lev XIII. ji v roce 1902 učinil pontifikální univerzitou a papež Pius XII. ji v roce 1947 jmenoval katolickou univerzitou Filipín. Univerzita má velmi vzácnou sbírku starých rukopisů.
Kostel a klášter San Agustin (svatý Augustin) – Je nejstarším kamenným kostelem na Filipínách, jeho stavba začala v roce 1586. Najdete v něm ostatky Miguela Lopeze de Legaspi, conquistadora, který po porážce muslima Rajáha Solimana (či Sulejmana) v roce 1571 současné město založil. Kostel je jednou z mála budov této velikosti, které v Manile po březnu 1945, po bitvě o Manilu, zůstaly stát. Klášter je od rekonstrukce po druhé světové válce muzeem, v klášteře je hojně navštěvovaná zahrada otce Blanca. Klášterní schodiště je vybudováno z masivních kamenů sloužících původně jako zátěž španělských galeon.
Pevnost Santiago – V roce 1571 porazil Martin de Goiti vyslaný španělským velitelem Miguelem Lopezem de Legaspi v opevněné osadě Maynilad Rajáha Sulejmána. Goiti tehdy obsadil pevnost, která se později stala pevností Fort Santiago. Legaspi si uvědomil vojenský a obchodní význam Manily, umístil zde své sídlo a vyhlásil ji hlavním městem Filipín. Plány na stavbu budoucího hrazeného města zaslal sám král Filip II. Pevnost nese jméno po svatém Jakubovi, jehož plastika je nad vstupní branou v hradbách, znázorňuje sv. Jakuba jako Maurobijce. Historie pevnosti Fort Santiago se úzce pojí s historií zápasu Filipínců za svobodu a nezávislost, za její zdí byl 30. 12. 1896 popraven národní hrdina José Rizal. Pevnost zůstala vojenským zařízením i za americké vlády, dokud spojené filipínskoamerické vojenské síly neporazili v únoru 1942 Japonci. Pevnost Santiago i Manilu Američané znovu dobyli mezi třetím a čtvrtým březnem 1945 po měsíc trvající bitvě za osvobození. Jenom o rok a pár měsíců později vrátili Američané trosky pevnosti Fort Santiago a zbytky Manily Filipíncům. 4. 7. 1946 uznaly Spojené státy svobodnou a nezávislou Filipínskou republiku. Kasárna, v nichž byl vězněn Rizal, už v té době sice neexistovala, dům uvnitř pevnosti se však stal svatyní svobody.
V Intramuros stojí i muzeum, kde jsou vystaveny plátna filipínských a španělských mistrů. Na břehu řeky v oblasti San Miguel stojí palác Malacanian, sídlo prezidenta. Uprostřed parku Luneta, který stojí na břehu Manilského zálivu, se nachází pomník Josého Rizala, v ulici Bonifacio Drive je pomník Andrease Bonifacia. Výstavní vily Američanů a bohatých Filipínců jsou postaveny v přilehlých městech Quezon City a Pasay a ve čtvrti Malati. Finanční a obchodní centrum Makati je nejmodernější částí města. V Manile se nachází také velké množství kulturních zařízení: Národní muzeum, Filipínská galerie a obrazová galerie v prezidentském paláci.

## Zajímavost
V Manile je reprezentována i Česká republika. Po rychlodráze na bulváru Edsa jezdí tramvaj vyrobená ve firmě ČKD Dopravní systémy (typ RT8D5M)

## Osobnosti města
- Florencio Campomanes (1927 – 2010), politolog a šachový funkcionář
- Corazon Aquinová (1933 – 2009), politička a prezidentka

## Partnerská města
- Acapulco, Mexiko
- Astana, Kazachstán
- Bangkok, Thajsko
- Bukurešť, Rumunsko
- Cartagena, Kolumbie
- Ciudad de Panamá, Panama
- Dili, Východní Timor
- Haifa, Izrael
- Havana, Kuba
- Ho Či Minovo Město, Vietnam
- Honolulu, USA
- Inčchon, Jižní Korea
- Jakarta, Indonésie
- Jokohama, Japonsko
- Kanton, Čína
- Lima, Peru
- Lisabon, Portugalsko
- Los Angeles, USA
- Madrid, Španělsko
- Maui County, Havaj, USA
- Málaga, Španělsko
- Mexico City, Mexiko
- Montevideo, Uruguay
- Montreal, Kanada
- Moskva, Rusko
- Nantan, Japonsko
- Nice, Francie
- Nové Dillí, Indie
- Ósaka, Japonsko
- Peking, Čína
- Pusan, Jižní Korea
- Sacramento, USA
- Saipan, Severní Mariany
- San Francisco, USA
- Santa Barbara, USA
- Santiago, Chile
- Takacuki, Japonsko
- Winnipeg, Kanada
- Tchaj-pej, Tchaj-wan
- Winnipeg, Kanada